# Новомихайловский (Зианчуринский район)
Новомиха́йловский (баш. Яңы Михайловка) — деревня в Зианчуринском районе Республики Башкортостан Российской Федерации. Входит в состав  Баишевского сельсовета. 

## География
Стоит на реке Касмарка. 
На 2022 год в деревне улиц или переулков не числится
Высота центра селения над уровнем моря 381 м.

### Географическое положение
Расстояние до:
- районного центра (Исянгулово): 110 км,
- центра сельсовета (Баишево): 12 км,
- ближайшей ж/д станции (Кувандык): 78 км.

## Население
| 1939 | 1959 | 1970 | 1979 | 1989 | 2002 | 2009 |
| ---- | ---- | ---- | ---- | ---- | ---- | ---- |
| 303  | ↘152 | ↘143 | ↘76  | ↘28  | ↘24  | ↘12  |
| 2010 |      |      |      |      |      |      |
| ↘11  |      |      |      |      |      |      |

### Национальный состав
Согласно переписи 2002 года, преобладающая национальность — русские (79 %).